# Pieris
Pieris é um amplo gênero de borboletas da família Pieridae, muitas lagartas de espécies deste gênero comem repolho, a maioria das fêmeas desse gênero tem asas que refletem os raios ultravioleta enquanto os machos tem asas que absorvem esses raios.

## Espécies e subespecies notáveis
- Pieris ajaka Moore, 1865
- Pieris angelika Eitschberger, 1983
- Pieris balcana Lorkovic, 1970
- Pieris bowdeni Eitschberger, 1984
- Pieris brassicae (Linnaeus, 1758)
- Pieris brassicoides Guérin-Méneville, 1849
- Pieris bryoniae (Hübner, 1790-1793)
- Pieris canidia (Linnaeus, 1768)
- Pieris cheiranthi (Hübner, 1808)
- Pieris davidis Oberthür, 1876
- Pieris deota (Nicéville, 1884)
- Pieris dubernardi Oberthür, 1884
  - Pieris dubernardi chumbiensis
- Pieris dulcinea (Butler, 1882)
- Pieris ergane (Geyer, 1828)
- Pieris erutae Poujade, 1888
- Pieris euorientis (Verity, 1908)
- Pieris extensa Poujade, 1888
- Pieris krueperi Staudinger, 1860
  - Pieris krueperi devta
- Pieris mahometana (Grum-Grshimailo, 1888)
- Pieris mannii (Mayer, 1851)
- Pieris marginalis Scudder, 1861
  - Pieris marginalis reicheli
- Pieris meckyae Eitschberger, 1983
- Pieris melete Ménétriés, 1857
- Pieris naganum (Moore, 1884)
- Pieris napi (Linnaeus, 1758)
- Pieris narina (Verity, 1908)
- Pieris nesis Fruhstorfer, 1909
- Pieris ochsenheimeri (Staudinger, 1886)
- Pieris oleraca Harris, 1829
  - Pieris oleracea frigida
- Pieris persis (Verity, 1922)
- Pieris pseudorapae (Verity, 1908)
- Pieris rapae (Linnaeus, 1758)
- Pieris tadjika Grum-Grshimailo, 1888
- Pieris virginiensis Edwards, 1870